# 唐爱文
唐爱文（1933年11月22日—）是一位新加坡诗人和学者。
唐爱文生于海峡殖民地，父親是新加坡印度人，有泰米尔人血統，母親是新加坡華人，也是峇峇娘惹，有潮汕民系血統。 他从小就讲英语和潮州话。 
1956年，唐爱文從马来亚大学英语专业畢業。1980年至1991年期間擔任新加坡国立大学人文与社会科学院院长。
他獲得過東南亞文學獎（1979 年）、新加坡文化奖（1979 年）。 2006年獲頒功绩奖章。 